# Roméo Vachon
Pour les articles homonymes, voir Vachon.
Joseph Pierre Roméo Vachon, né le 29 juin 1898 à Sainte-Marie-de-Beauce, au Québec, et mort le 17 décembre 1954 à Ottawa, est un pionnier québécois de l'aviation. Il est le plus connu des membres de la célèbre famille de pilotes de brousse The Flying Vachons.

## Biographie
Né le 29 juin 1898 à Sainte-Marie-de-Beauce, Roméo Vachon grandit sur une ferme de la Beauce, dans une famille de dix enfants. Peu attiré par l'agriculture, il se rend à Québec et devient chauffeur d'un marchand de la capitale. 
Au lendemain de l'explosion du Mont Blanc, dans le port de Halifax, le 6 décembre 1917, Vachon se rend dans la  ville portuaire de la Nouvelle-Écosse avec son frère aîné, Irénée, afin de trouver du travail. Son frère Irénée, qui deviendra plus tard aussi un pilote de brousse, retourne chez lui mais Roméo reste à Halifax et s'enrôle à titre de volontaire dans la marine canadienne, où il apprend les rudiments de la mécanique. Il est démobilisé en février 1919, à la fin de la guerre.
En 1920, il décide d'intégrer les rangs de l'Aviation royale du Canada, nouvellement créée. Il suit un cours de mécanicien aéronautique au camp Borden et obtient un certificat de mécanicien, le no 93, le 21 janvier 1921 et demande et obtient que son certificat soit rédigé en français.

### Pilote de brousse

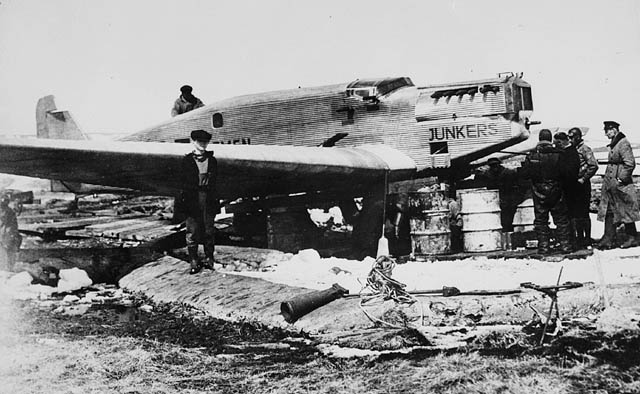
Roméo Vachon et Ehrenfried Günther von Hünefeld posent à droite du Junkers W 33, surnommé Bremen, sur l'île Greenly, en avril 1928. Vachon fut l'une des premières personnes présentes sur les lieux après l'atterrissage forcé de l'appareil allemand sur cette île à la frontière du Québec et du Labrador, au terme de la première traversée de l'Atlantique d'est en ouest.

De 1921 à 1925, Vachon travaille pour la compagnie Laurentide Air Service à Lac-à-la-Tortue, en Mauricie. Pendant cette période, il effectue de nombreuses missions de détection des incendies de forêt à titre de mécanicien navigant. Il est impliqué dans plusieurs incidents, mais s'en tire indemne à chaque occasion. Il se familiarise avec le pilotage de brousse à bord du Curtiss HS-2L . Vachon prend congé de son emploi et se rend à Dayton, en Ohio à l'école de la General Motors pour y suivre son cours de pilotage. Il obtient sa licence de pilote commercial le 6 janvier 1923, puis sa licence canadienne deux mois plus tard. En octobre 1924, il épouse Georgette Tremblay (1900 - 1986) à Lac-à-la-Tortue. Ils ont quatre enfants, deux garçons et deux filles.
Laurentide Air Service est rachetée par un groupe d'employés et obtient un contrat de l'Ontario Provincial Air Service, afin d'établir un service de patrouille aérienne basée à Sault-Sainte-Marie. Vachon vend ses actions et travaille à l'OPAS jusqu'en 1928. Pendant ces années, il pilote presque exclusivement un HS-2L, immatriculé G-CAOL.
Il revient au Québec en 1928 et entre à l'emploi de la Canadian Transcontinental Airways. Il effectue la première desserte aéropostale entre La Malbaie et Sept-Îles, le 31 janvier 1928 à bord d'un Fairchild FC-2W (en). Au début de la desserte, les lettres et colis étaient attachés à un parachute qu'on laissait tomber à destination. Plus tard cette année-là, il inaugure une liaison aéropostale entre Sept-Îles et l'Île d'Anticosti, puis un service postal et de passagers entre Rimouski, Montréal et Toronto. C'est à cette époque qu'il porte secours au baron von Hünefeld, qui venait d'accomplir la première traversée de l'Atlantique d'est en ouest, le 13 avril 1928.

### Nouvelle carrière d'administrateur
La Grande Dépression marque la fin des opérations de la Canadian Transcontinental Airways, qui est reprise par la Canadian Airways. Vachon quitte l'entreprise en raison d'un conflit avec un de ses nouveaux superviseurs et travaille pendant quelques années pour Saunders-Roe, une filiale d'Avro spécialisée dans la fabrication d'hydravions. Il revient chez Canadian Airways en 1932, mais cette fois, à un poste de direction. 
Il reçoit le trophée McKee (aujourd'hui le trophée Trans-Canada) — la plus haute distinction canadienne dans le domaine de l'aviation — en 1937, pour sa contribution au développement de l'aviation commerciale dans le nord du Québec. 
Il se joint à Trans-Canada Airlines en 1938, devient chef de station au nouvel aéroport de Dorval en 1940, pour être ensuite promu conseiller spécial du président de TCA.
En 1944, il devient membre de la Commission des transports aériens du Canada et participe, au sein de la délégation canadienne, à la Conférence de Chicago qui fonde l'Organisation de l'aviation civile internationale, dont le siège social sera établi à Montréal.
Roméo Vachon meurt à Ottawa, le 17 décembre 1954, à l'âge de 56 ans et sera enterré dans le cimetière Notre-Dame d'Ottawa.

## Archives
Le fonds d'archives de Roméo Vachon est conservé au centre d'archives du Saguenay de Bibliothèque et Archives nationales du Québec. 

## Reconnaissance
L'escadrille de vol Roméo-Vachon au centre d'entrainement des cadets de Saint-Jean porte son nom.
La circonscription électorale québécoise de Vachon, sur la Rive-Sud de Montréal, est nommée en l'honneur de Roméo Vachon en 1980.
La ville de Québec honore la mémoire de Roméo Vachon en nommant un parc et une rue de l'arrondissement Sainte-Foy–Sillery en mémoire de ce pionnier de l'aviation. Le parc Roméo-Vachon (nommé en 1957) et la rue du même nom (2002) sont situés sur une partie de l'ancien aérodrome Saint-Louis, le premier aéroport de Québec.
Depuis 1969, le prix Roméo-Vachon est remis chaque année par l'Institut aéronautique et spatial du Canada à une personne, civile ou militaire, qui fait preuve d'initiative et d'ingéniosité pour résoudre un problème dans le domaine aéronautique et spatial au Canada.
Un 747-200 appartenant à la défunte compagnie aérienne Wardair Canada, portait sur son fuselage le nom Roméo Vachon, en mémoire de l'ancien aviateur québécois.
L’aéroport Montréal-Trudeau, à Dorval, est situé sur le boulevard Roméo Vachon. Il n'y a toutefois pas d'officialisation de cette toponymie par la Commission de la toponymie du Québec.
Le pont Vachon, un tronçon de l'autoroute 13 qui relie Laval à Boisbriand en enjambant la rivière des Mille-Îles, est nommé en l'honneur de Roméo Vachon et de ses frères.
Une rue située à proximité de l'aéroport de Saint-Hubert dans un secteur où les voies de communication sont identifiées par des noms en lien avec l'aéronautique, portait le nom de rue Roméo-Vachon entre 2009 et le 30 novembre 2018, lorsqulelle fut remplacée par le nom John-Molson.